# Villa amurallada

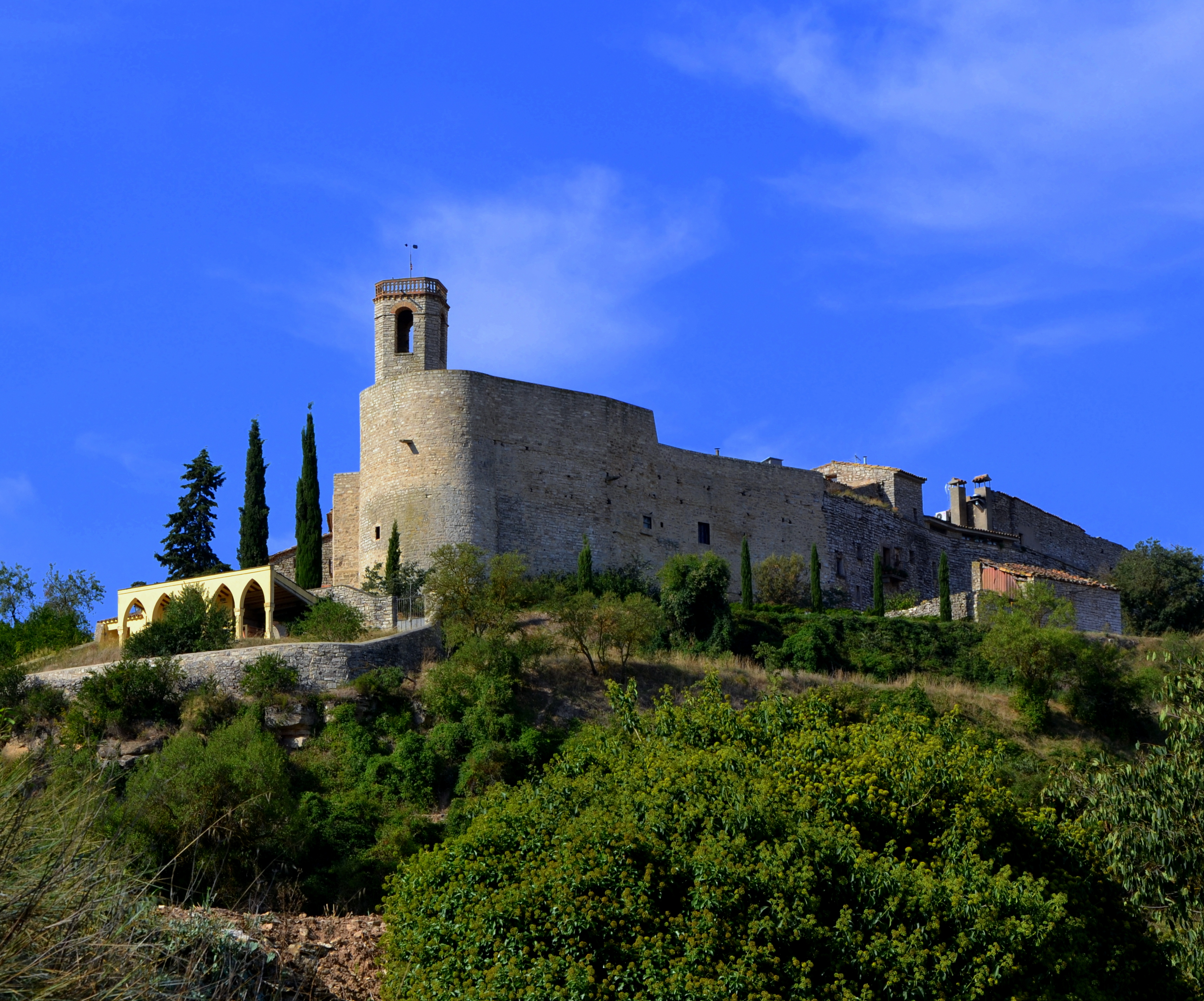
Vista de Montfalcó Murallat

Una villa amurallada es una población protegida por murallas, sin edificaciones extramuros. Es un tipo de población típica de la época antigua y de la Edad Media. 
En Cataluña, el mejor ejemplo de villa amurallada que ha permanecido intacta, sin crecimiento moderno, es el pueblo de Montfalcó Murallat (Segarra). Las poblaciones de Cervera (Segarra), Batea (Tierra Alta), de Valls (Alto Campo) y de La Selva del Campo (Bajo Campo) también tienen parte de su núcleo dentro de la antigua villa amurallada, y actualmente se puede percibir la diferencia entre el interior y el exterior de las antiguas murallas.
- Datos: Q677678
- Multimedia: Fortress cities / Q677678